# Семйонтково (Остроленцький повіт)
Семйонтково (пол. Siemiątkowo) — село в Польщі, у гміні Трошин Остроленцького повіту Мазовецького воєводства.
Населення — 35 осіб (2011).
У 1975-1998 роках село належало до Остроленцького воєводства.

## Демографія
Демографічна структура станом на 31 березня 2011 року:
|          | Загалом | Допрацездатний вік | Працездатний вік | Постпрацездатний вік |
| -------- | ------- | ------------------ | ---------------- | -------------------- |
| Чоловіки | 18      | 6                  | 10               | 2                    |
| Жінки    | 17      | 7                  | 7                | 3                    |
| Разом    | 35      | 13                 | 17               | 5                    |